# البعث الإسلامي (مجلة)
البعث الإسلامي هي مجلة شهرية عربية تصدرها دار العلوم لندوة العلماء. أٌطلقَت لأول مرة عام 1955 على يد محمد الحسني بتوجيه من أبو الحسن علي الحسني الندوي. في عام 1960، أصبحت المجلة رسميًا جزءًا من مجلة ندوة العلماء، ومنذ ذلك الحين بدأت تُنشر بانتظام. وتركز المجلة على تنمية المهارات اللغوية والأدبية لدى الطلبة، وتعتبر خليفة لمجلة الضياء، أول مجلة عربية للمؤسسة. تاريخيًّا، روجت للوحدة الإسلامية، وانتقدت القومية العربية والاستشراق، واعتبرتهما سببًا لفصل العلاقة التاريخية بين مسلمي آسيا (إيران، وآسيا الوسطى، والهند) مع بقية العرب، وهدفت إلى جعل الدراسات الإسلامية الهندية الأردية متاحة باللغة العربية. لم يكن للمجلة سوى رئيسين تحرير، بدءًا من محمد الحسني، وحاليًّا سعيد الرحمن الأعظمي الندوي. شعارها هو «شعارنا الوحيد هو العودة إلى الإسلام من جديد»

## الأيام الأولى والتقدم
يرتبط إنشاء مجلة البعث الإسلامي ارتباطًا وثيقًا بمهمة دار العلوم لندوة العلماء، التي تأسست لتعزيز التعاليم الإسلامية في المجالات الدينية والتعليمية والثقافية في الهند. ومن بين مبادراتها المبكرة كانت مجلة الضياء العربية، التي أُطلقت في عام 1932 ولكنها لم تدم طويلًا. في عام 1954، أسس محمد الحسني، أحد شخصيات ندوة العلماء، المنتدى الأدبي، وهي منظمة فكرية تشكلت أثناء صعود القومية العربية تحت قيادة قادة مثل جمال عبد الناصر. وفي خضم هذه الاضطرابات السياسية والثقافية في العالم العربي، اقترح الحسني إنشاء مجلة لمواجهة النفوذ الغربي وتنمية الوعي الديني والأخلاقي. وبتشجيع من أبي الحسن علي الحسني الندوي وزملاء آخرين، تحققت الفكرة، وأصدرت البعث الإسلامي عددها الأول في تشرين الأول 1955 (صفر 1375 هـ)، وكان الحسني محررًا، وتولى الإدارة سعيد الرحمن الأعظمي الندوي وإجتيبة ندوي. حققت المجلة، التي كانت تتألف في البداية من 32 صفحة، شعبية كبيرة في العالم العربي، وخاصة في دول مثل العراق وإيران وليبيا، حيث انتشرت مقالاتها على نطاق واسع.
وفي شباط 1960م، تولت إدارة ندوة العلماء مسؤولية نشر المجلة، وظهر أول عدد منها تحت إدارتها في آذار-نيسان 1960م (رمضان-شوال 1379هـ). استمر محمد الحسني في منصب المحرر حتى وفاته في 13 حزيران 1979، وبعد ذلك خلفه سعيد الرحمن الأعظمي الندوي، الذي قام بتوسيع المجلة إلى 100 صفحة. وقد ظلت هذه المجلة بمثابة منصة لمعالجة القضايا الإسلامية، بدعم من فريق تحريري كان يضم في وقت من الأوقات شخصيات مثل واضح رشيد حسني الندوي نائبًا لرئيس التحرير.

## مجالات التركيز
وتصف المجلة نفسها بأنها منصة لتعزيز القيم الإسلامية، ودعم التبادل الفكري، وتشجيع الوحدة والمرونة بين المسلمين. إن مهمتها التأسيسية، التي حددتها في افتتاحيتها الأولى، تميزها عن المجلات الأدبية في القاهرة وبيروت، والتي تنتقدها المجلة لتركيزها على مواضيع سطحية وترويجها لشخصيات الثقافية العربية. وتقدم هدفًا واضحًا: تعزيز الوعي الديني والثقافي، وتقديم التوجيه، وتعزيز الروابط العالمية بين المسلمين.
ومن أهداف المجلة نشر الوعي الديني لدى الأجيال الناشئة، وتنمية الفكر الإسلامي، ونشر التعاليم الإسلامية الصحيحة. وتؤكد على الدفاع عن الإسلام من الانتقادات الخارجية، ومعالجة الأيديولوجيات الضارة، ومواجهة التأثير الثقافي الغربي. كما أنها تسعى إلى بناء الروابط بين الأدب الهندي العربي، وتسليط الضوء على الشخصيات الإسلامية البارزة، وتعزيز آراء ندوة العلماء. بالإضافة إلى ذلك، تهدف المجلة إلى إحياء التراث الإسلامي، وإعداد دعاة الإسلام في المستقبل، ونشر الأعمال العلمية دون تحيز عنصري. 
وتنعكس هذه الأهداف في المقالات حول القضايا المعاصرة، وتحليلات الأخبار ذات الصلة بالعالم الإسلامي، والمناقشات المدافعة عن الحركات الإسلامية، مثل جماعة الإخوان المسلمين. ويولي الكُتاب اهتمامًا خاصًّا بالتطورات الثقافية في الدول العربية والروابط بين المؤسسات التعليمية العربية في الهند والعالم العربي على نطاق أوسع. وتسعى المجلة أيضًا إلى رفع معايير اللغة العربية وآدابها في الهند.
وتسلط الأهداف المنشورة على صفحات المجلة الضوء على مهمتها في إلهام الاهتمام الإسلامي والأدبي بين الشباب، وتوجيه الطلاب في أهدافهم التعليمية، وتعزيز الروابط الثقافية بين الطلاب المسلمين على مستوى العالم. كما تهدف إلى تعزيز الثقة بالنفس والإيمان بين الشباب المسلم، وتشجيعهم على الوقوف ضد القوى القمعية وتحدي التحريفات التي تخص نواياهم.